# Штерн, Фриц
Фриц Рихард Штерн (нем. Fritz Richard Stern; 2 февраля 1926[…], Бреслау, Нижняя Силезия — 18 мая 2016[…], Нью-Йорк, Нью-Йорк) — американский историк немецко-еврейского происхождения.

## Биография
Отец — Рудольф Штерн (1895—1962), врач, ветеран Первой мировой войны. Мать — Кете Бригер (Штерн) (1894—1973), педагог, автор учебников, реформатор школьного образования. В конце XIX века семья из иудаизма обратилась в лютеранство.
Фриц был крещён и назван в честь своего крёстного — химика, нобелевского лауреата Фрица Габера (также обратившегося в своё время в лютеранство). В 1938 году семья бежала от нацистов в США и обосновалась в Нью-Йорке. Фриц Штерн закончил Колумбийский университет и с 1953 по 1997 годы преподавал в нём.

## Научная деятельность
В центре научных интересов Фрица Штерна — отношения между немцами и евреями в Германии XIX—XX вв., подъём германского национализма с его имперским духом, антисемитизмом и ксенофобией, идеологией особого пути, формирование и укрепление нацизма, наступление и последствия Холокоста. Все его труды не раз переиздавались, переведены на многие языки.

## Избранные труды
- The Politics of Cultural Despair; a study in the rise of the Germanic ideology (1963)
- The Varieties of History: From Voltaire to the Present (1970)
- Gold and Iron: Bismarck, Bleichröder, and the building of the German empire  (1977)
- The Failure of Illiberalism; essays on the political culture of modern Germany (1973)
- Germany 1933: Fifty Years Later (1983)
- Dreams and Delusions: the drama of German history (1987)
- Einstein’s German World (1999)
- Five Germanys I Have Known (2006, воспоминания)
- No Ordinary Men: Dietrich Bonhoeffer and Hans von Dohnanyi, Resisters against Hitler in Church and State (в соавторстве с Elizabeth Sifton,), (New York Review Books Collections: 2013, ISBN 978-1590176818.

## Признание
Премия мира немецких книготорговцев (1999). Почетный доктор Вроцлавского университета (2002). Большой Орден ФРГ За заслуги (2006). Премия за понимание и терпимость Еврейского музея в Берлине (2007), премия Марион Дёнгоф (2009) и другие награды.